# Konstruktivní vyslovení nedůvěry
Konstruktivní vyslovení nedůvěry (německy: konstruktives Misstrauensvotum, anglicky: constructive vote of no confidence) neboli konstruktivní votum nedůvěry znamená, že parlament může vyslovit nedůvěru premiérovi, respektive celé vládě, jen za předpokladu, že se zároveň dokáže shodnout na jeho nástupci. Jedná se o jeden z institutů racionalizovaného parlamentarismu, které slouží ke stabilizaci a posílení pozice vlády – mají zabránit častým změnám vlád během jednoho volebního období.
Poslanci opozičních stran jsou totiž často schopni sjednotit se proti stávající vládnoucí většině a dohodnout se na vyjádření nedůvěry – vytvoření tzv. destruktivní či negativní většiny –, avšak už nejsou schopni shodnout se na její náhradě – tedy nevytvoří konstruktivní neboli pozitivní většinu. Smyslem konstruktivního vyslovení nedůvěry je bránit takové situaci a také bránit zneužití institutu vyslovení nedůvěry k obstrukcím anebo mediálnímu zviditelňování se.
Kolébkou toho institutu je Spolková republika Německo, dále se uplatňuje v ústavách Papui Nové Guiney, Španělska, Maďarska, Slovinska, Polska, Lesotha, Belgie a Izraele.

## Německo
Po negativních zkušenostech z období Výmarské republiky, kde se během jejího trvání mezi lety 1919–1933 vystřídalo na dvanáct vlád, byl zakomponován institut konstruktivního vyslovení nedůvěry do Základního zákona Spolkové republiky Německo (Grundgesetz für die Bundesrepublik Deutschland) z roku 1949. Pozice kancléře je dále implicitně posílena tím, jak jsou Základním zákonem omezeny pravomoci spolkového prezidenta. Kancléř je volen na čtyřleté období absolutní většinou hlasů členy Spolkového sněmu.
Německý racionalizovaný parlamentarismus je označovaný jako kancléřský typ parlamentarismu. Podle italského politologa Giovanni Sartoriho se jedná o slabší typ premiérského parlamentarismu (oproti tomu britskému), tedy systému, ve kterém má (v různé míře) vláda převahu nad parlamentem. To je umožněno třemi hlavními faktory: 1. postavením antisystémových stran v Německu mimo zákon (to Sartori považuje za nejpodstatnější), 2. existencí uzavírací klauzule a 3. právě institutem konstruktivního vyslovení nedůvěry. Německý stranický systém – obecně mívá koaliční vlády dvou stran – a nepoužití většinového volebního systému kancléřovo postavení oproti britskému premiérovi oslabuje. Kancléř má ve vládě postavení „prvního mezi nerovnými“, může tedy zůstávat ve funkci i když se mění členové jeho kabinetu, které může sám sesazovat.
| „                    | Článek 67 (1) Spolkový sněm může kancléři vyslovit nedůvěru pouze tak, že většinou svých členů zvolí jeho nástupce a požádá spolkového prezidenta, aby spolkového kancléře propustil. Spolkový prezident musí žádosti vyhovět a zvoleného jmenovat. (2) Mezi podáním návrhu a volbou musí uplynout čtyřicet osm hodin. | “ |
| — Základní zákon SRN | |   |

Spolkový sněm může kancléři vyslovit nedůvěru pouze za předpokladu, že většinou svých členů zvolí jeho nástupce a požádá spolkového prezidenta, který je žádosti povinen vyhovět, aby kancléře propustil. Lhůta 48 hodin mezi podáním návrhu a samotným hlasováním vytváří manévrovací prostor pro vyjednávání.
Doposud (stav k únoru 2015) proběhla v Německu dvě hlasování o vyslovení nedůvěry kancléři (a sice roku 1972 a 1982). Hlasování v roce 1982 bylo jediné úspěšné – koaliční vláda kancléře Helmuta Schmidta Sociálnědemokratické strany Německa (SPD) a liberální Svobodné demokratické strany (FDP) byla nahrazena vládou Helmuta Kohla, když se vládní FDP přiklonila k opoziční křesťanskodemokratické unii CDU-CSU. Neúspěšný pokus o vyslovení nedůvěry koaliční vládě SPD kancléře Willyho Brandta a FDP proběhl roku 1972.

## Polsko
Úprava konstruktivního vyslovení nedůvěry vládě zde obsahují články 158 a 159 polské ústavy.
Při jediném úspěšném pokusu (k únoru 2015), byl roku 1995 sesazen Waldemar Pawlak, který stál v čele koalice Svaz demokratické levice (SLD) a Polské lidové strany (PSL). Nahradil ho Józef Oleksy, který stanul v čele vlády stejné koalice.

## Slovinsko
Po vzoru německé úpravy je v článku 116 Ústavy Republiky Slovinsko také založen institut konstruktivního vyslovení nedůvěry.
Předloženo bylo zatím (stav k únoru 2015) pět návrhů na vyslovení nedůvěry vládě. Úspěšné hlasování proběhlo třikrát. Roku 1992 (tomuto hlasování předcházela dvě neúspěšná v témže roce vůči té samé vládě) proti vládě hnutí DEMOS premiéra Lojze Peterle (jednalo se o vůbec první demokratickou vládu), kterého nahradil Janez Drnovšek, jehož vládě byla vyslovena nedůvěra v roce 2000. Středopravicové vládě Janeze Janši byla nedůvěra vyslovena 27. února 2013 po korupčním skandálu.

## Španělsko
| „                               | Článek 113 (1) Kongres může pohnat vládu politicky k zodpovědnosti, jestliže schválí absolutní většinou návrh na vyslovení nedůvěry. (2) Návrh na vyslovení nedůvěry musí být podepsán nejméně desetinou poslanců a musí navrhnout kandidáta na funkci ministerského předsedy. (3) O návrhu na vyslovení nedůvěry nelze hlasovat dříve, než po uplynutí pěti dnů po jeho předložení. Během dvou prvních dnů této lhůty lze předkládat alternativní návrhy. (4) Bude-li návrh na vyslovení nedůvěry Kongresem zamítnut, nesmějí navrhovatelé během téhož zasedání předložit žádný jiný návrh na vyslovení nedůvěry. | “ |
| — Ústava Španělského království | |   |

Ve španělské ústavě je institut konstruktivního vyslovení nedůvěry zakotven následovně: Na návrh, který určuje kandidáta na funkci ministerského předsedy, předložený nejméně desetinou poslanců může Kongres absolutní většinou vyslovit vládě nedůvěru. Mezi podáním návrhu a hlasováním musí uplynout pět dní, přičemž během prvních dvou dnů lhůty je možné předkládat alternativní návrhy. Pakliže je hlasování o nedůvěře neúspěšné, nesmějí navrhovatelé během téhož zasedání předložit žádný jiný návrh na vyslovení nedůvěry.
Prozatím (stav k únoru 2015) byly podány dva návrhy na vyslovení nedůvěry vládě (v letech 1980 a 1987), žádný nebyl úspěšný.

## Kritika
Koncept konstruktivního vyslovení nedůvěry je v odborné literatuře vesměs přijímán dobře, je však možné nalézt argumentaci směřující proti němu:
- Oslabuje kontrolní funkci parlamentu vůči vládě, čímž vede k vytvoření "kontrolovaného parlamentarismu".
- Omezuje možnost parlamentu vyslovit vládě nedůvěru, čímž narušuje odpovědnosti vlády vůči němu. Některé ústavy dokonce při neúspěšném pokusu hlasování o nedůvěře na určitou dobu zakazují, aby zabránily jeho zneužívání či nadužívání, tím ovšem fakticky prolamují princip odpovědnosti vlády parlamentu.
- Stěžuje legitimní právo parlamentu vyslovit vládě nedůvěru, protože ho nutí nalézt konsensus na osobě nového premiéra.

Parlament tak nemusí být schopen odvolat nekompetentního premiéra, neakceschopnou vládu či dokonce vládu jednající protiústavně.